# Tajuria selangorana
Tajuria selangorana är en fjärilsart som beskrevs av Henry Maurice Pendlebury och Corbet 1933. Tajuria selangorana ingår i släktet Tajuria och familjen juvelvingar. Inga underarter finns listade i Catalogue of Life.